# Cao Lu
Cao Lu (chinês tradicional: 曹璐, chinês simplificado: 曹璐, pinyin: Cáo Lù; nascida em 30 de agosto de 1987), é uma cantora e atriz chinesa. É mais popularmente conhecida por ter sido integrante do grupo feminino sul-coreano Fiestar, formado pela Kakao M em 2012.

## Carreira
Antes de ingressar ao Fiestar, Cao Lu havia realizado sua estreia como uma cantora solista na China após se tornar a vencedora de um concurso de canto da Televisão Central da China. Usando seu nome artístico "Lulu", Cao Lu lançou seu extended play Cat em meados de 2005. Revelou-se que Cao Lu iria realizar sua estreia como integrante do grupo Fiestar, agenciado pela Kakao M. O single de estreia do grupo, intitulado Vista, foi lançado em 31 de agosto de 2012.

## Discografia

### Extended plays
- Cat (2005)

### Singles
| Título       | Data de lançamento  | Artistas              | Melhor posição nas paradas | Vendas       |
| ------------ | ------------------- | --------------------- | -------------------------- | ------------ |
| Spring Again | 15 de março de 2017 | Yerin, Cao Lu e Kisum | 37                         | KOR: 82,419+ |

## Filmografia

### Dramas
| Ano  | Nome                    | Papel         | Emissora | Notas                                 |
| ---- | ----------------------- | ------------- | -------- | ------------------------------------- |
| 2016 | The Sound Of Your Heart | Atriz chinesa | KBS      | Participação especial                 |
| 2017 | Missing Nine            | Cai Ming      | MBC      | Integrante do grupo chinês Blue Angel |

### Programas de variedades
| Ano  | Nome                                 | Emissora   | Notas                                                            |
| ---- | ------------------------------------ | ---------- | ---------------------------------------------------------------- |
| 2016 | Real Men Season 2 – Female Edition 4 | MBC        | Membro do elenco                                                 |
| 2016 | King of Mask Singer                  | MBC        | Concorrente como "Don't Compel To Me, Korean Trip" (episódio 87) |
| 2016 | We Got Married                       | MBC        | Membro do elenco                                                 |
| 2016 | Uncontrollably Acting                | K STAR     | Membro do elenco                                                 |
| 2016 | Video Star                           | MBC Every1 | Apresentadora principal                                          |
| 2017 | Strong Girls                         | E Channel  | Membro fixo do elenco                                            |
| 2017 | Oppa Thinking                        | MBC        | Estagiária (participação desde o episódio 10)                    |